# Hyposemansis cryptosema
Hyposemansis cryptosema är en fjärilsart som beskrevs av George Francis Hampson 1926. Hyposemansis cryptosema ingår i släktet Hyposemansis och familjen nattflyn. Inga underarter finns listade i Catalogue of Life.